# Erich Trapp
Erich Trapp (Klosterneuburg, Austria; 5 de junio de 1942) es un bizantinista austríaco.

## Biografía
Erich Trapp estudió filología clásica y estudios bizantinos en Viena desde 1960 y se doctoró en 1964 con una edición de los Diálogos con un persa de Manuel II Paleólogo. De 1965 a 1973 trabajó como asistente de investigación en la Comisión de estudios bizantinos de la Academia de Ciencias de Austria. Tras un año como profesor universitario en Viena, fue a la Universidad de Bonn como asesor científico y profesor en 1973, donde representó a los estudios bizantinos hasta su jubilación en 2008. En 1992 fue elegido miembro correspondiente de la Academia de Ciencias de Austria. La Universidad Aristóteles de Tesalónica le otorgó el Aristóteles de Oro en 1998.
Sus principales intereses de investigación incluyen la lexicografía bizantina, el poema Digenis Acritas y el desarrollo del griego antiguo al griego moderno. Como editor del Prosopographisches Lexikon der Palaiologenzeit (1976-1995), también se dedicó a investigar a las personas mencionadas en documentos y escritos bizantinos tardíos.
Erich Trapp es el iniciador y editor del Lexikon zur byzantinischen Gräzität.